# Danh sách album quán quân năm 1995 (Mỹ)
Dưới đây là danh sách các album quán quân trên tạp chí Billboard trong năm 1995, dựa trên kết quả của bảng xếp hạng Billboard 200.

## Lịch sử xếp hạng
| Thể hiện album thành công nhất năm 1995 | Thể hiện album thành công nhất năm 1995 |

| Ngày phát hành | Album                                     | Nghệ sĩ               |
| -------------- | ----------------------------------------- | --------------------- |
| 7 tháng 1      | The Hits                                  | Garth Brooks          |
| 14 tháng 1     | The Hits                                  | Garth Brooks          |
| 21 tháng 1     | The Hits                                  | Garth Brooks          |
| 28 tháng 1     | The Hits                                  | Garth Brooks          |
| 4 tháng 2      | The Hits                                  | Garth Brooks          |
| 11 tháng 2     | Balance                                   | Van Halen             |
| 18 tháng 2     | The Hits                                  | Garth Brooks          |
| 25 tháng 2     | The Hits                                  | Garth Brooks          |
| 4 tháng 3      | The Hits                                  | Garth Brooks          |
| 11 tháng 3     | II                                        | Boyz II Men           |
| 18 tháng 3     | Greatest Hits                             | Bruce Springsteen     |
| 25 tháng 3     | Greatest Hits                             | Bruce Springsteen     |
| 1 tháng 4      | Me Against the World                      | 2Pac                  |
| 8 tháng 4      | Me Against the World                      | 2Pac                  |
| 15 tháng 4     | Me Against the World                      | 2Pac                  |
| 22 tháng 4     | Me Against the World                      | 2Pac                  |
| 29 tháng 4     | The Lion King                             | Nhạc phim             |
| 6 tháng 5      | Throwing Copper                           | Live                  |
| 13 tháng 5     | Friday                                    | Nhạc phim             |
| 20 tháng 5     | Friday                                    | Nhạc phim             |
| 27 tháng 5     | Cracked Rear View                         | Hootie & the Blowfish |
| 3 tháng 6      | Cracked Rear View                         | Hootie & the Blowfish |
| 10 tháng 6     | Cracked Rear View                         | Hootie & the Blowfish |
| 17 tháng 6     | Cracked Rear View                         | Hootie & the Blowfish |
| 24 tháng 6     | P•U•L•S•E                                 | Pink Floyd            |
| 1 tháng 7      | Cracked Rear View                         | Hootie & the Blowfish |
| 8 tháng 7      | HIStory: Past, Present and Future, Book I | Michael Jackson       |
| 15 tháng 7     | HIStory: Past, Present and Future, Book I | Michael Jackson       |
| 22 tháng 7     | Pocahontas                                | Nhạc phim             |
| 29 tháng 7     | Cracked Rear View                         | Hootie & the Blowfish |
| 5 tháng 8      | Dreaming of You                           | Selena                |
| 12 tháng 8     | E. 1999 Eternal                           | Bone Thugs-n-Harmony  |
| 19 tháng 8     | E. 1999 Eternal                           | Bone Thugs-n-Harmony  |
| 26 tháng 8     | Cracked Rear View                         | Hootie & the Blowfish |
| 2 tháng 9      | Dangerous Minds                           | Nhạc phim             |
| 9 tháng 9      | Dangerous Minds                           | Nhạc phim             |
| 16 tháng 9     | Dangerous Minds                           | Nhạc phim             |
| 23 tháng 9     | Dangerous Minds                           | Nhạc phim             |
| 30 tháng 9     | Cracked Rear View                         | Hootie & the Blowfish |
| 7 tháng 10     | Jagged Little Pill                        | Alanis Morissette     |
| 14 tháng 10    | Jagged Little Pill                        | Alanis Morissette     |
| 21 tháng 10    | Daydream                                  | Mariah Carey          |
| 28 tháng 10    | Daydream                                  | Mariah Carey          |
| 4 tháng 11     | Daydream                                  | Mariah Carey          |
| 11 tháng 11    | Mellon Collie and the Infinite Sadness    | The Smashing Pumpkins |
| 18 tháng 11    | Dogg Food                                 | Tha Dogg Pound        |
| 25 tháng 11    | Alice in Chains                           | Alice in Chains       |
| 2 tháng 12     | R. Kelly                                  | R. Kelly              |
| 9 tháng 12     | Anthology 1                               | The Beatles           |
| 16 tháng 12    | Anthology 1                               | The Beatles           |
| 23 tháng 12    | Anthology 1                               | The Beatles           |
| 30 tháng 12    | Daydream                                  | Mariah Carey          |